# Silvitettix audax
Silvitettix audax är en insektsart som beskrevs av Otte, D. och Nicholas David Jago 1979. Silvitettix audax ingår i släktet Silvitettix och familjen gräshoppor. Inga underarter finns listade i Catalogue of Life.